# Reg deficitari
Reg deficitari és una aportació d'aigua en un regadiu per sota de les necessitats totals que donarien lloc a un rendiment màxim, però cercant-ne el màxim aprofitament de l'aigua que s'aplica.
Gràcies al coneixement detallat de la biologia dels conreus (economia hídrica) se sap quins són els punts crítics pel que fa a requeriment d'aigua i els moments, per tant, en què la necessitat de reg és més important per al rendiment final.
La correcta aplicació del reg deficitari requereix conèixer la sensibilitat a l'estrès hídric de cadascun dels conreus i l'impacte econòmic de la reducció de la collita. En zones on els recursos hídrics estan restringits pot ser més profités per a l'agricultor maximitzar la productivitat de l'aigua aplicada al conreu en comptes de maximitzar la collita per unitat de superfície. L'aigua que s'estalvia amb l'ús del reg deficitari pot ser usada per altres finalitats o per regar unitats de terreny addicionals.

## Experiències en reg deficitari
En determinats conreus els experiments confirmen que el reg deficitari incrementen l'eficiència en l'ús de l'aigua sense grans reduccions de rendiment. Per exemple, a Turquia, en blat d'hivern el reg deficitari incrementa un 65% el rendiment comparant-lo amb el secà i té una eficiència de l'ús d'aigua doble que la del regadiu complet. En el cotó s'observa un efecte similar al del blat d'hivern. També es fa reg deficitari en l'olivera amb bons resultats.
Altres conreus, en canvi, són més sensibles al dèficit d'aigua, ja que requereixen una humitat més constant com és el cas del blat de moro.